# Wolfgang Albert

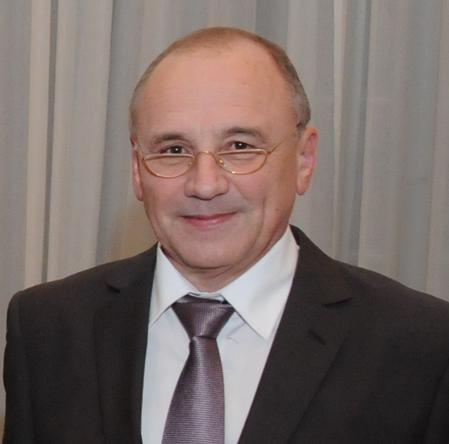
Wolfgang Albert

Wolfgang Albert (* 29. August 1950 in Halle) ist ein deutscher Arzt für Psychosomatik und Allgemeinmedizin, Diplompsychologe und Psychoanalytiker. Er leitet den Funktionsbereich Psychosomatik und das Medizinische Versorgungszentrum im Deutschen Herzzentrum Berlin (DHZB). Albert ist Hochschullehrer und Direktor des Steinbeis-Transfer-Institutes Medical Psychology.

## Werdegang
Geboren in Halle an der Saale, wuchs Albert in München auf. Er studierte Psychologie und Medizin an der Ludwig-Maximilians-Universität München und an der Freien Universität Berlin. 1978 machte er das Staatsexamen und ging 1980 nach Berlin. Dort absolvierte er am Institut für Psychoanalyse, Psychosomatik und Psychotherapie (IPB) die Weiterbildung zum Psychoanalytiker. 2003 promovierte er, 2011 wurde er Professor. Er ist verheiratet und Vater dreier Kinder.

## Wirken
Seit 1987 baute Albert im Deutschen Herzzentrum Berlin (DHZB) den Funktionsbereich Psychosomatische Medizin auf, den er seit der förmlichen Eröffnung im Jahr 1990 leitet. Das dortige Medizinische Versorgungszentrum, ebenfalls von ihm initiiert, leitet er seit 2005. Im Dezember 2010 wurde das von ihm gegründete Steinbeis-Transfer-Institut Medical Psychology eröffnet, dessen Direktor er seitdem ist. Es ermöglicht seit 2011 einen „erstmals in Deutschland angebotenen […] Studiengang“, der „theoretische Wissensvermittlung mit praktischem Wissenstransfer“ verzahnt. All dies geschah noch unter Roland Hetzer als ärztlichem Direktor.
Albert ist – gemeinsam mit seinen Mitarbeiterinnen – an zahlreichen Forschungsprojekten des Herzzentrums federführend beteiligt. Dabei stehen jeweils die psychologischen Dimensionen bei körperlichen Erkrankungen im Vordergrund. Besondere Beachtung findet der Einfluss dieser Erkrankungen oder auch einer Herztransplantation auf die Lebensqualität der Patienten.

„Im Jahr 1990 hat Prof. Albert ein Forschungsprojekt begonnen, um die Lebensqualität, das psychische Befinden und den somatischen Krankheitsverlauf von Menschen nach einer Herztransplantation zu erfassen. Diese Datenbank wird weiterhin fortgeführt und ermöglicht wertvolle Informationen hinsichtlich des körperlichen und seelischen Wohlergehens von Patienten 15 bis 25 Jahre nach einer Transplantation.“

Da Patienten im Rahmen von Herzerkrankungen Angst entwickeln oder nach einer Operation am Herzen Depressionen erleiden können, halte Albert es für eine „ethische Verpflichtung, die Hightech-Medizin in ein ganzheitliches Versorgungskonzept einzubetten“, schrieb der Journalist Bernhard Borgeest im April 2019 in seiner Reportage über das Berliner Herzzentrum. Er bezeichnete Albert in diesem Feld als „Psychosomatik-Pionier“. Ob Alberts Funktionsbereich unter Volkmar Falk, der im Jahr 2014 die Nachfolge Hetzers übernahm, auf Dauer erhalten wird, bleibt abzuwarten.

### Psychosomatik des Herzens
Albert legte seinen Forschungsschwerpunkt schon früh auf die Psychosomatik des Herzens fest. Dem kam zugute, dass er sowohl Psychologe als auch Arzt ist. In einem Interview, das Ralf Geisenhanslüke 2019 in der Zeitschrift GEO veröffentlichte, ging der Berliner Journalist den Fragen nach, ob nach einer Herztransplantation ein „Spenderherz die Persönlichkeit des Empfängers“ präge, warum „Männer eher als Frauen bereit“ seien, sich ein Kunstherz einsetzen zu lassen, und warum todkranke Patienten oft von Schuldgefühlen geplagt würden. In seinen Antworten fasst Albert seine in zahlreichen wissenschaftlichen Publikationen vorgelegten Forschungsergebnisse in allgemeinverständlicher Sprache zusammen.
Das Herz, so Albert, habe eine „symbolische Bedeutung“, stehe für Leben und Liebe und gelte schon seit der Antike „als Sitz unserer Gefühle“. Weil Frauen „meist einen besseren Zugang zu ihren Gefühlen“ hätten, würden sie das Herz oft ganzheitlicher als Männer betrachten. Vergäßen Männer im Vier-Augen-Gespräch jedoch ihr „traditionelles Rollenbild“, seien sie „nicht weniger sensibel für die vielschichtigen Bedeutungen des Herzens als Frauen“.
Medizinisch spiele das Geschlecht von Spender und Empfänger keine Rolle, da stünden andere Parameter im Vordergrund. Allerdings bekämen Männer „weniger gern ein Frauenherz übertragen […] als Frauen ein Männerherz“. Dass eine Operation am Herzen für die Patienten in der Regel mehr Beunruhigung als andere Operationen mit sich bringe, habe damit zu tun, dass „in die Tiefe des Körpers“ und zugleich in „unser nicht-bewusstes Bild des Selbst, das sich in den ersten Monaten unseres Lebens herausgebildet hat“, eingegriffen werde. Eingriffe an Herz und Lunge berührten, so Albert, die „tiefsten Bewusstseinsschichten des Menschen“.
Bis Herz und Patient zusammengewachsen seien, brauche es seine Zeit. Albert untersuchte 125 Transplantierte über einen Zeitraum von bis zu 19 Jahren und stellte fest, dass ihre Leistungsfähigkeit „nur unter 25 Prozent unter der von Gesunden“ liege und sie damit nicht schlechter als die anderer chronisch Kranker sei. Ihr seelisches Befinden unterschied sich nicht von Gesunden, jedoch führe die Erinnerung an die Operation „vereinzelt zu erhöhter Ängstlichkeit“. Dagegen habe die Studie ihre Lebenszufriedenheit etwas höher als bei Gesunden erkennen lassen. Für die Sorge vieler Patienten, Charaktereigenschaften des Spenders könnten übertragen werden, habe Albert „nie einen Hinweis gefunden“. Wenn ein Mann ein Frauenherz transplantiert bekam und danach „emotionaler und nachdenklicher“ als zuvor sei, liege es nicht am Organ, sondern „daran, dass die bedrohliche Situation ihn verändert“ habe. Der Zugewinn an Vitalität und Lebensfreude ließe viele Patienten zweimal im Jahr Geburtstag feiern. Angehörige würden negative Verhaltensweisen öfter einmal mit dem neuen Herzen in Verbindung bringen, doch wenn es dazu komme, habe das mit den Nebenwirkungen der notwendigen Begleitmedikation zu tun. Immunsuppressiva und Cortison hätten gelegentlich psychische Nebenwirkungen.
Große Probleme würde den Patienten jedoch die Vorstellung bereiten, ein anderer Mensch müsse sterben, damit sie leben können. Das führe nicht selten zu Schuld- und Schamgefühlen. Es sei mitunter schwer, Patienten begreiflich zu machen, dass ein Anderer nicht für sie sterbe. Diesen gedanklichen Zusammenhang gelte es zu unterbrechen, weil andernfalls lang anhaltende Schuldgefühle daraus erwachsen könnten.
An der Entwicklung künstlicher Herzpumpen für Patienten, deren Herz wenn auch schwach, so doch noch schlage, werde „intensiv geforscht“. Problem dabei sei die Stromversorgung der Geräte, weil sich an der Eintrittsstelle der Stromkabel an der Haut oft Infektionen bildeten, erklärt Albert. Das Fremdheitsgefühl aber sei gegenüber den großen Geräten der 1980er Jahre deutlich niedriger, weil ein Kunstherz heute „ungefähr so klein wie eine Zigarre“ sei. Auch habe sich die frühere Annahme, ein schwaches Herz könne sich nicht mehr erholen, nicht bestätigt, so dass die künstliche Pumpe bei manchen Patienten nach gewisser Zeit wieder entfernt werden könne.
Leider würden die Menschen oft, so Albert, „aus ihrem Hamsterrad aus Stress und Überlastung“ erst herauskommen, wenn ihr Herz Probleme bereite. Die sollten dann, so die „Auffassung vieler Patienten“, von anderen gelöst werden. Damit  werde der Körper funktionalisiert und gleichsam im Krankenhaus zur „Reparatur“ abgegeben. Manche Menschen würden nach ihrem Krankenhausaufenthalt gesünder leben, doch am ehesten Patienten mit transplantiertem Herzen.

### Medical Psychology
Der in den USA gut bekannte und in Deutschland neue Studiengang Medical Psychology hat mit dem von Albert in Berlin gegründeten Institut seinen Anfang auch in Europa genommen, denn bis 2011 wurde kein vergleichbares Studium anderswo im europäischen Raum angeboten. Der Studiengang hat zum Ziel, die Lücke zwischen Medizin und Psychologie zu schließen, die sich besonders im klinischen Alltag in den Krankenhäusern – und damit auch in der von Albert geleiteten Psychosomatik im DHZB – bemerkbar gemacht hatte. „Im Mittelpunkt des Studienganges Medical Psychology steht die untrennbare Verschränkung von körperlichen mit psychischen Prozessen … im Sinne einer ganzheitlichen Medizin …“ und findet „ihr Abbild im bio-psycho-sozialen Modell.“ Darüber hinaus sollen die Absolventen dieses Studienganges einerseits die Schnittstellen zwischen Arzt und Pflege abdecken und andererseits eine „Mittlerposition zwischen Ärzten und Patienten“ einnehmen.
Während die Medical Psychology in den USA postgradual angeboten wird, sieht das Berliner Institut einen Masterstudiengang vor. „Das Studienangebot ist im Bereich der Hightech-Medizin angesiedelt, in dem Patienten und ihre Bezugspersonen mit bedrohlichen Erkrankungen und hochkomplexen medizinischen Therapiemethoden konfrontiert sind. Diese Konfrontation manifestiert sich nicht selten in psychischen Störungsbildern, ohne dass hinreichende psychologische Betreuungskonzepte zur Verfügung stehen. … Studierende sollen praktische Erfahrungen im Patientenkontakt sammeln und eigene Erlebnisse kritisch reflektieren.“
Im Unterschied zur – ebenfalls noch jungen – Medizinischen Psychologie in der Ärzteausbildung werden am Berliner Steinbeis-Institut Psychologen ausgebildet. Während der angehenden Ärzteschaft „psychologische Grundkenntnisse“ in der Regel im ersten Drittel ihres Studiums vermittelt werden, wird am Steinbeis-Institut eine fundierte psychologische Ausbildung angeboten – allerdings im Unterschied zum üblichen Psychologiestudium im nahezu täglichen Kontakt mit schwerkranken Patienten. Das führt gelegentlich zu einem „Praxisschock“, wie eine der Absolventinnen berichtet hat.

## Ehrungen
- 2007: Forschungspreis Psychotherapie in der Medizin[22]

## Schriften (Auswahl)
- Psychosoziale und somatische Prädiktoren für das Survival und die Lanzeitlebensqualität nach Herztransplantation (= Fortschritte der Herz-, Thorax- und Gefässchirurgie. Band 5). Steinkopff, Darmstadt 2004, ISBN 3-7985-1470-4.
- Psychische Probleme bei Herztransplantation. In: vod-INFORMIERT. Nr. 2, 2009, S. 9–11.
- Lebensqualität im Langzeitverlauf nach Herztransplantation. In: Zeitschrift für Herz-, Thorax- und Gefässchirurgie. Band 25, Nr. 1, 30. Juni 2011, ISSN 1435-1277, S. 14–19, doi:10.1007/s00398-011-0833-2.
- Lebensqualität nach Herztransplantation. Shanghai 26. Mai 2012 (dhzb.de PDF – Originaltitel: Quality of life after heart transplantation. Vortrag beim 3. Expertenforum der Roland Hetzer International Cardiothoracic and Vascular Surgery Society).